# Grażyna Gęsicka
Grażyna Gęsicka (Varsóvia; 13 de dezembro de 1951 - 10 de abril de 2010) foi uma política polaca.
Foi uma das vítimas do acidente do Tu-154 da Força Aérea Polonesa.